# Гасова лампа

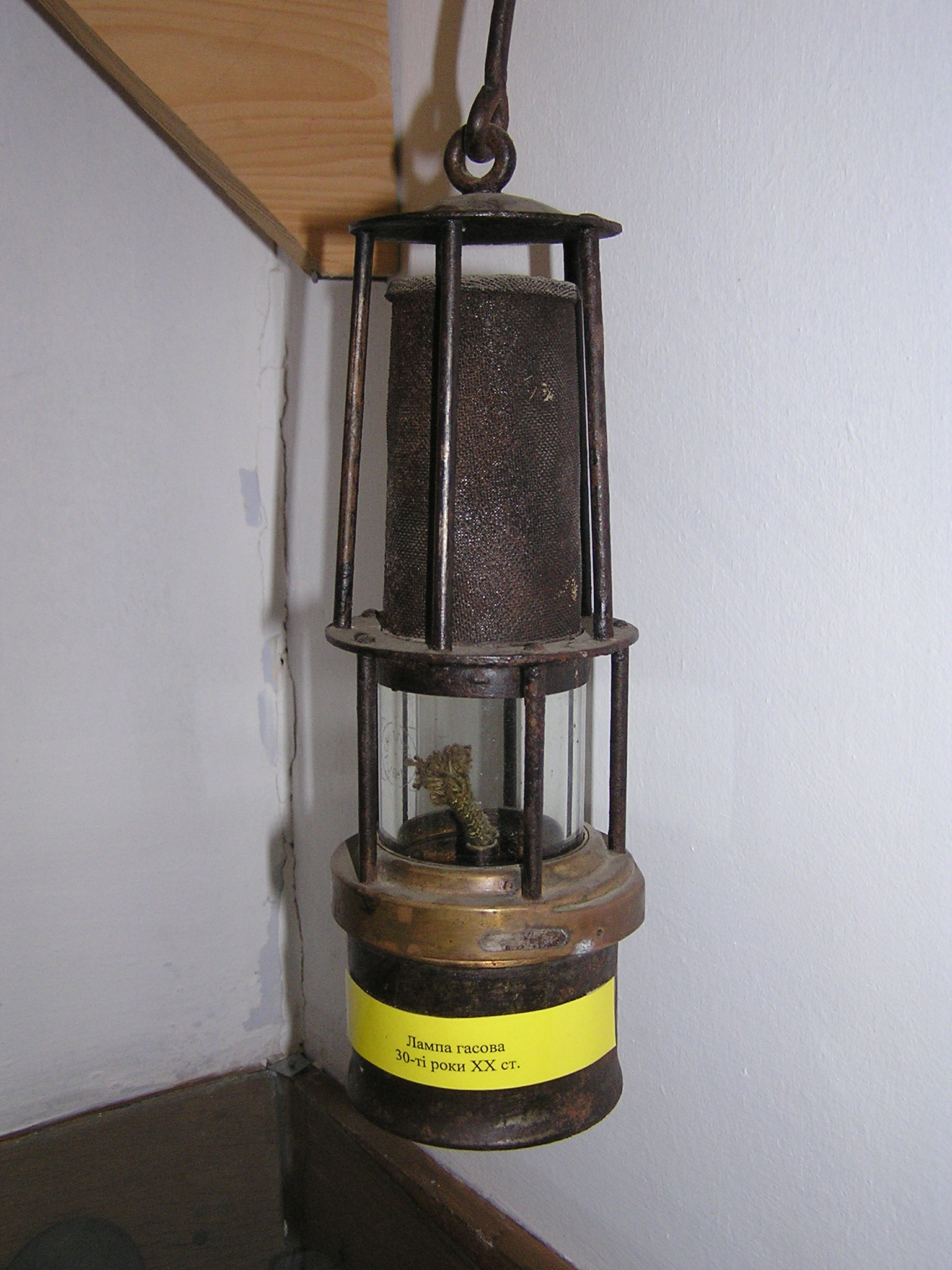
Гасова лампа, 1930-ті, експонат музею історії Трускавця

Га́сова лампа — світильник, у якому світло утворюється внаслідок згоряння гасу. Гасова лампа була винайдена 1853 року у Львові місцевими аптекарями Яном Зегом та Ігнатієм Лукасевичем. Широко використовувалась у другій половині XIX століття, майже вийшла з ужитку з розвитком електричного освітлення у першій половині XX ст. Тепер уживається у неелектрифікованих районах, дачниками і туристами.
Інші назви: Ґа́сова ля́мпа, гасни́ця (гасни́чка) і га́сниця, гасни́к (гасничо́к) і га́сник.

## Конструкція

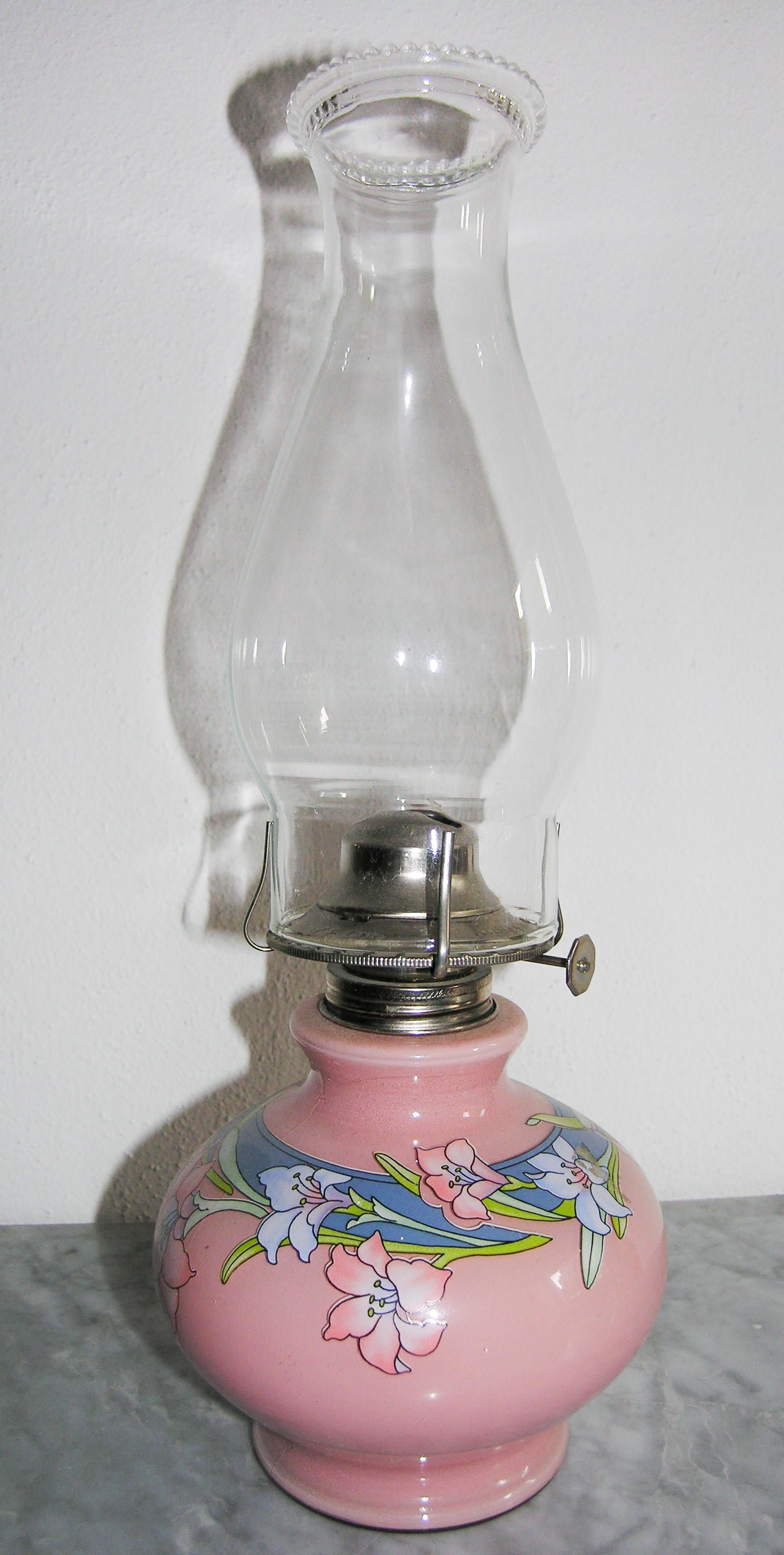
Швейцарська ґнотова гасова лампа

Найпростіший тип гасового світильника — це ґнотова лампа. Вона складається з невеликого резервуара для гасу, у який занурена нижня частина ґнота. Завдяки абсорбційній властивості, він вбирає в себе гас під час горіння. Верхня частина ґнота, що горить, вставлена у пристрій, що регулює її довжину, тобто яскравість світла. Проте, якщо ця частина ґнота занадто довга, ґніт починає чаді́ти. Вогонь, як правило, захищений скляною циліндричною оболонкою, яка фокусує світло вогника та виконує певні функції димаря. Для кращого використання світла, за цією оболонкою можуть приладновувати дзеркальну пластину.

## Історія
До середини XIX століття для освітлення широко вживалися оливні лампи, паливом у яких була олива (дешевий ґатунок оливкової олії) або тваринні жири. 1853 року, у Львові працівники аптеки Петра Міколяша «Під золотою зіркою», Ігнатій Лукасевич та Ян Зег розробили методику дистиляції й очищення нафти. Тепер можна було розпочати виробництво гасу, або «нової камфіни», як називав гас Лукашевич. У грудні 1853 року Й. Зег отримав австрійський патент. Цього ж року Зег відкрив у Львові перше невелике нафтопереробне підприємство.
Лукасевич продовжив досліди з нафтою. Взявши за основу оливну лампу, він застосував гас, як пальне для освітлення. Перші досліди з гасовими лампами призводили до потужних вибухів у лабораторії.
Залучений до роботи над лампою бляхар Адам Братковський удосконалив винахід пристроєм регулювання ґнота та скляною оболонкою. Лампа стала безпечнішою та працювала без кіптяви. Перша лампа була схожою на олійну, але мала більший резервуар, виготовлений з товстої бляхи, а верхня частина — зі слюди.
Виготовлена за конструктивними вимогами Й. Зега та І. Лукасевича бляхарем А. Братковським перша гасова лампа публічно «засвітилася» 30 березня 1853 р. у львівській аптеці «Під зіркою» (в хімічній лабораторії якої й був отриманий новий нафтопродукт — гас). (тепер аптека на вул. Коперника, 1). А 31 липня того ж року хірург львівського міського госпіталю Загорський зробив першу нагальну нічну операцію завдяки гасовим лампам, що освітлювали операційну. Згодом гасова лампа була представлена на міжнародній виставці в Мюнхені, винахід був відзначений спеціальною грамотою.

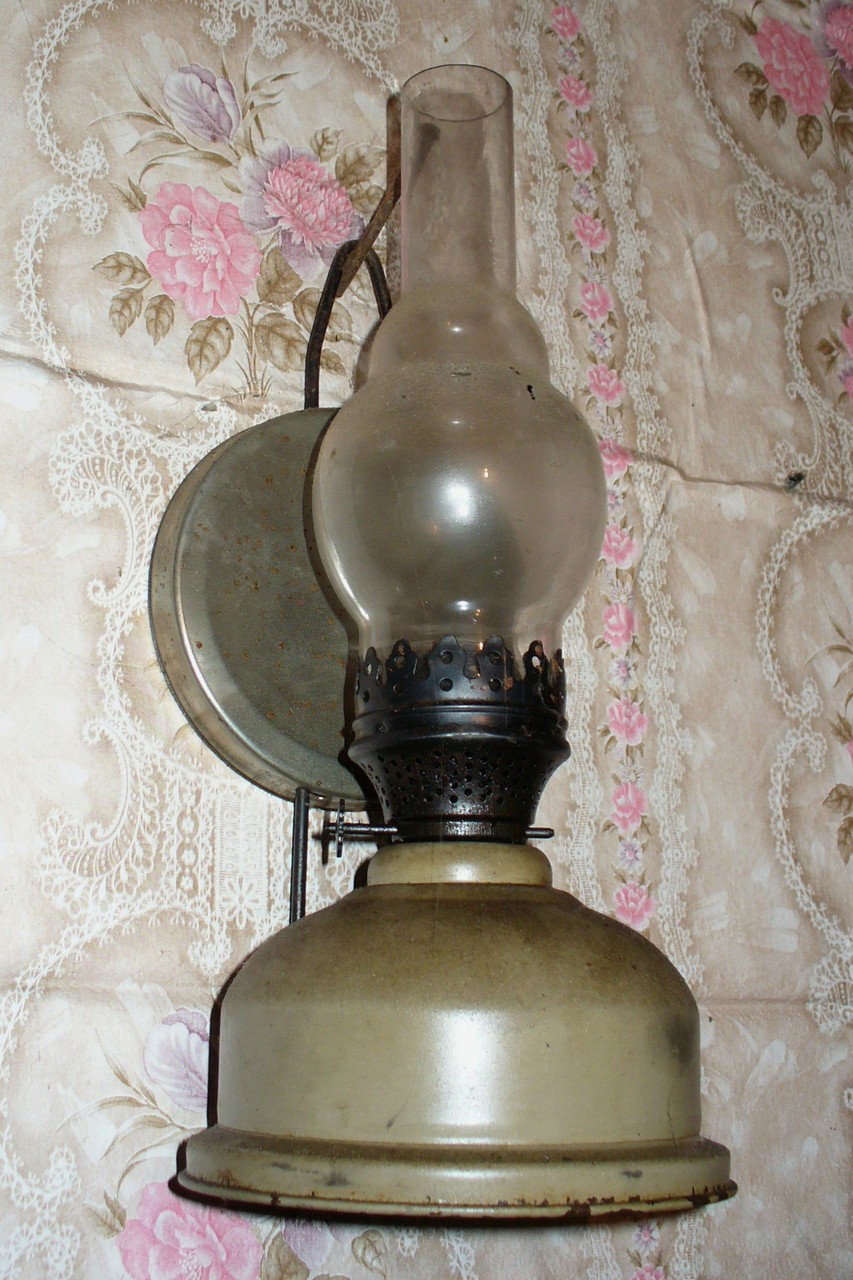
Дзеркальна пластина позаду допомагає спрямовувати світло

Гасова лампа почала широко використовуватись спочатку в Австрії. У Відні гасовими лампами освітили вокзал та шпиталь, після чого за нею закріпилася назва «віденська лампа». У 1854 р. на гасові лампи перейшла Північна австрійська залізниця.
Згодом у Сполучених Штатах на численні пристрої до лампи та її вдосконалення було видано коло 50 патентів. Після цього в дещо зміненому вигляді лампу стали великими тиражами випускати в Америці. Відтоді її почали експортувати до Європи. Саме тоді гасова лампа заповнила міські будинки, сільські садиби та провінційні міста. У той час її називали «американська лампа».
Так розпочалась тріумфальна хода гасу Львовом, Галичиною, усім світом. Спочатку лампа з'явилася в оселях, потім нею почали освітлювати й вулиці міст. Перша у світі вулична гасова лампа була влаштована в одному з центрів нафтовидобутку Галичини — місті Горлиці (Лемківщина, сучасна Південна Польща), де певний час працював І. Лукасевич. Галичина й Румунія (зокрема місто Бухарест) були піонерами гасового освітлення міських вулиць.

## Цікаві факти
- Ігнатій Лукасевич майже до кінця життя досліджував нафту. 1854 року заснував першу в Європі нафтову копальню в селі Полянка (тепер частина міста Коросно, Підкарпатське воєводство, Польща). У 1961 році неподалік міста Коросно, у місцевості Бобрка, був відкритий унікальний музей нафтової та газової промисловості Польщі, названий на честь Ігнатія Лукасевича.[3] В музеї зберігається колекція гасових ламп, яка налічує близько 4-х тисяч екземплярів.
- В Україні, на вулиці Вірменській, 20 у Львові, діє музей-ресторація «Гасова лампа» з власною колекцією гасових ламп,[4] біля якого знаходиться пам'ятник винахідникам гасової лампи — Ігнатію Лукасевичу та Яну Зегу (авторство — скульптор Володимир Цісарик).
- Вперше гасові лампи для вирощування рослин, 1868 року, застосував російський ботанік А. С. Фамінцин.
- 1866 року в Москві працювало 9200 ліхтарів з гасовими лампами, у яких застосовували багатолінійні ґноти. Гасове освітлення в Москві діяло до 1912 року.